# Шёк, Отмар
О́тмар Шёк (нем. Othmar Schoeck, в некоторых источниках встречается транскрипция Отмар Шоек; 1 сентября 1886, Бруннен — 8 марта 1957, Цюрих) — швейцарский композитор, дирижёр и пианист.

## Биография
Отмар Шёк родился в семье художника-пейзажиста Альфреда Шёка в швейцарской деревне Бруннен. Прежде чем посвятить себя музыке будущий композитор также планировал профессионально заниматься живописью и даже некоторое время проучился в художественной школе в Цюрихе. После этого он поступил в Цюрихскую консерваторию, где занимался под руководством Фридриха Хегара, Лотара Кемптера и Карла Аттенхофера. В 1907—1908 годах Отмар Шёк учился Лейпцигской консерватории у Макса Регера. С 1908 года он руководил хорами в Цюрихе, с 1917 по 1944 годы возглавлял симфонический оркестр города Санкт-Галлен. Выступал в аккомпаниатора, в том числе собственных песен которые занимают основное место в творчестве композитора. Шёк также работал и в музыкально-сценических жанрах.
Композитор похоронен на кладбище Манегг в Цюрихе. После его смерти в Цюрихе было создано общество имени Отмара Шёка.
Отмар Шёк был близким другом писателя Германа Гессе, написавшего о нём книгу «Из воспоминаний об Отмаре Шёке» (нем. Erinnerungen an Othmar Schoeck), впервые изданную в 1937 году.

## Творчество
Сегодня Шёк известен как один из наиболее значительных швейцарских композиторов XX века. В его творчестве традиции поздненемецкого романтизма сочетаются с широко распространёнными в первой половине XX столетия неоклассическими тенденциями. Считается, что наибольшее влияние на него оказали Хуго Вольф, к чьему творчеству Отмар Шёк относился с восхищением, и Феруччо Бузони, с которым композитор был хорошо знаком лично. Среди его сочинений есть как симфоническая и оперная музыка, так и камерная. Наибольшей популярностью сегодня пользуются его песни и вокальные циклы, а также инструментальные концерты.
В ранних произведениях Шёка до 1913 года превосходило мелодичное начало, для более позднего периода творчества до 1930 года типичны поиски в области гармонии. Применялись бифункциональные и битональные аккорды.

## Основные произведения

### Оперы
- Пентесилея (1927)
- Массимилла Дони (1937)

### Инструментальные концерты
- Концерт для скрипки с оркестром (1910—1912, посвящён Штефи Гейер)
- Концерт для виолончели с оркестром (1947)
- Концерт для валторны с оркестром (1951)